# وادي البقاع (لبنان)

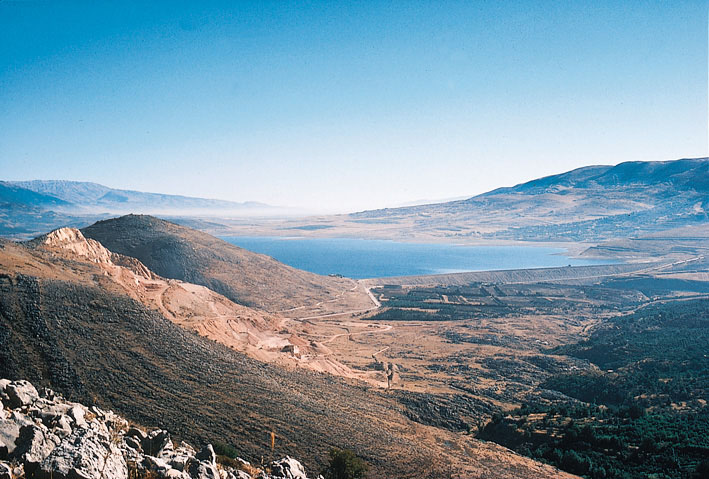
بحيرة القرعون

وادي البقاع هو وادي واسع ينبسط بين سلسلتي جبال لبنان الشرقية والغربية. وهو من أكثر الأراضي الخصبة في لبنان يجري فيها أكبر نهرين في لبنان (نهر الليطاني، نهر العاصي).

## مواصفاته
هو وادٍ خصيب، يفصل بين سلسلتي جبال لبنان الغربية والشرقية، يمتدّ بطول يقارب 180 كم وعرض ما بين 10 إلى 25 كم. وعبر هذا الوادي يتدفق نهر الليطاني. يتحول وادي البقاع في الجنوب الشرقي إلى تلال، ويمتزج بسفوح جبل حرمون
تبلغ مساحة سهل البقاع 428 ألف هكتار، أي ما يعادل 42% من مساحة لبنان الإجمالية، البالغة نحو مليون هكتار. وتبلغ مساحة الأراضي الصالحة للزراعة في هذا السهل حوالي 167 ألف هكتار (أي 39%). ومساحة الأراضي المهملة تقدّر ب79659 هكتاراً (أي 18.5%)، لكنها قابلة للاستصلاح والزرع. أما الأراضي البعلية فتبلغ حوالي 61623 هكتاراً، (أي 14.5%). وتبلغ مساحة الأراضي المروية حوالي 25718 هكتاراً (6 %). أما نسبة المساحات المبنية من السهل فتصل إلى 22 في المئة، وهي في تصاعد مستمر على حساب المساحات الأخرى.

## التلال الأثرية من العصور القديمة
منطقة سهل البقاع في لبنان منطقة غنية جدا بعشرات المواقع الأثرية الأركيولوجية التّلية المكتشفة.
- طالع مواقع تلية أثرية في سهل البقاع:

تلعفر، تل عقاب، تل بري، تل دير، تل حزين، تل حشباي، تل رياق، تل نبع الليطاني، تل أيوب (لبنان)، تل خردان، تل مجدلون، تل دير زنون، تل أهل، تل جزيرة (لبنان)،تل وردين، تل أيوب (لبنان)، تل خردان، تل دير زنون، تل عين غسالي، تل بشارة، تل الشيخ حسن الري
- طالع أيضا:
- قائمة التلال الأثرية في لبنان

## أعلام
- حسين الحاج حسن
- عباس الموسوي
- سعد صايل
- ماري كيروز
- قاسم ظاهر